# Estádio Ismael Benigno
Estádio Ismael Benigno – wielofunkcyjny stadion w Manaus, Amazonas, Brazylia, głównie używany przez piłkarzy nożnych. Mecze swoje rozgrywa tu klub São Raimundo Esporte Clube.

## Historia
19 lutego 1961 – inauguracja
18 lutego 1967 – instalacja reflektorów
1976 – przebudowa
4 sierpnia 2000 – rekord frekwencji